# Melese incertus
Melese incertus là một loài bướm đêm thuộc phân họ Arctiinae, họ Erebidae.